# Les Ventoses
Les Ventoses és una entitat de població del municipi de Preixens, a la comarca de la Noguera.
El poble se situa en un turó al marge dret del riu Sió, entre Butsènit i Pradell, als peus de la carretera LV-3025 que uneix Agramunt amb Balaguer. Part del seu terme és de secà i l'altra part és regada pel Canal d'Urgell.

## Història
La primera referència documentada de les Ventoses data del 1131 fent referència expressa al castrum de Ventoses, probablement una masia situada al punt més alt del nucli, que dominaria l'antic camí. També aquest any Guerau II de Cabrera fa donació del castell de l'orde de l'Hospital, reservant-se la castlania del lloc.
A partir del segle xii es consolida un nucli urbà entorn del castell i s'estén cap a l'est, prenent com a eix un carrer que enllaça amb el camí principal. Els nombrosos portals construïts indiquen l'existència d'un perímetre murallat, que duraria fins al segle xvii.
Fou municipi independent fins a mitjans del segle xix quan s'integrà a Preixens.

## Llocs d'interès

### L'església de Sant Pere
Església romànica del segle xii o XIII, reconstruïda al segle xviii, És un edifici d'una sola nau que conserva l'absis semicircular romànic, obert a la nau mitjançant un arc presbiteral; així mateix, també conserva la part de llevant dels murs perimetrals, en els quals destaca l'angle sud-est resolt amb un contrafort. La teulada és de dos vessants i amb el carener perpendicular a la façana.
Damunt de la porta hi ha una fornícula buida amb una cornisa a mode de frontó a la part superior, i un ull de bou. A la part superior de la façana hi ha una creu de pedra.conserva l'absis amb finestra romànica. Actualment depèn de Pradell, però fins a l'any 1783 depenia de l'oficialat de Montclar, i fins a l'any 1806 de l'arxiprestat agerenc.

### Les muralles
Envoltaven el nucli urbà amb finalitats defensives. El seu estat de conservació és acceptable, tot i que resulta difícil determinar quantes rehabilitacions s'hi han realitzat al llarg del temps o el grau d'elements originals que encara en formen part. En alguns punts, el morter de calç utilitzat per unir les pedres ha estat erosionat deixant buits i blocs solts.